# Robert Scheffer (Maler)

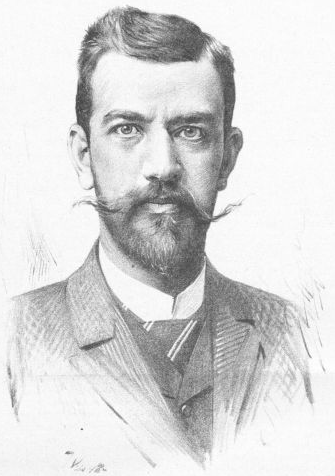
Selbstporträt

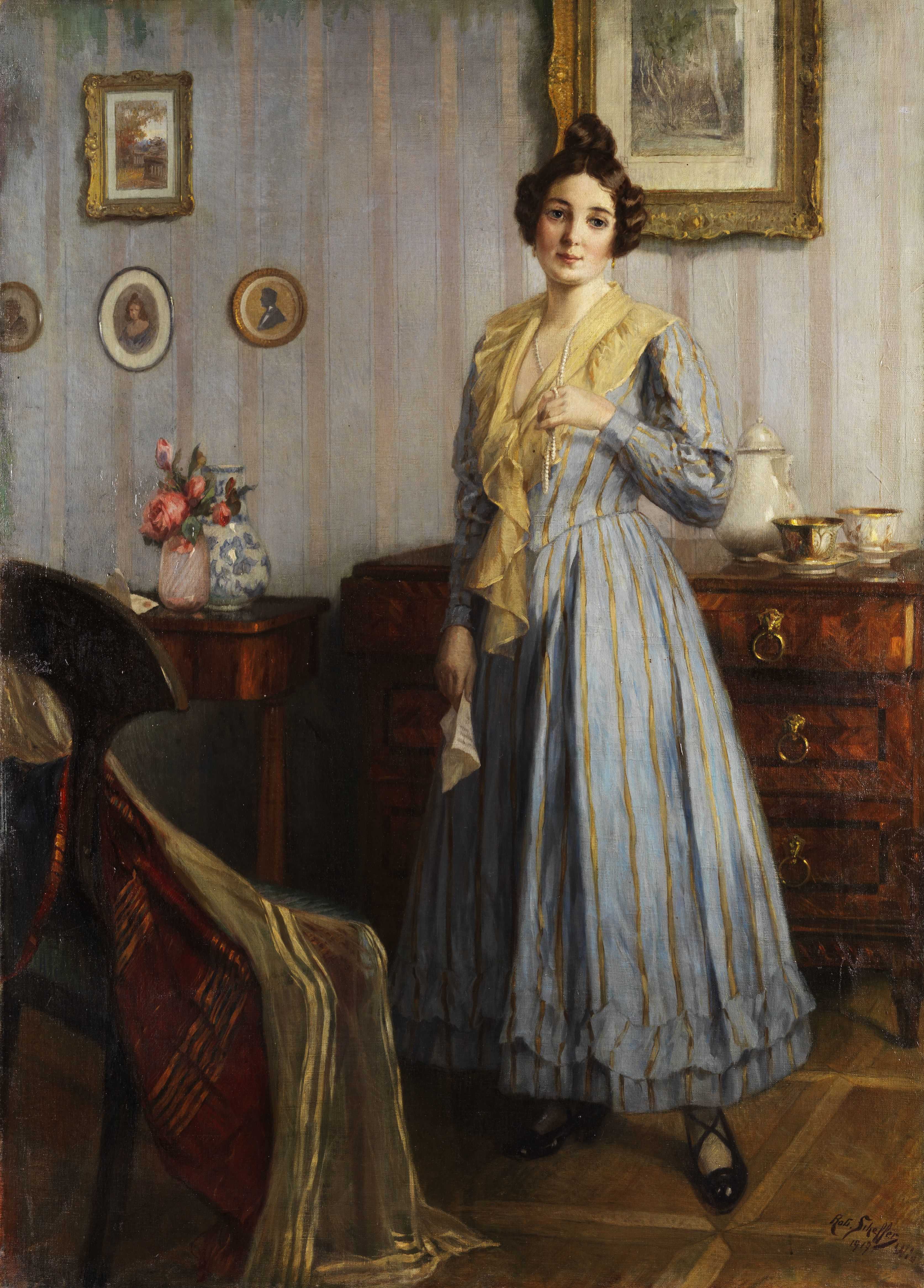
Junge Frau im Biedermeier-Interieur

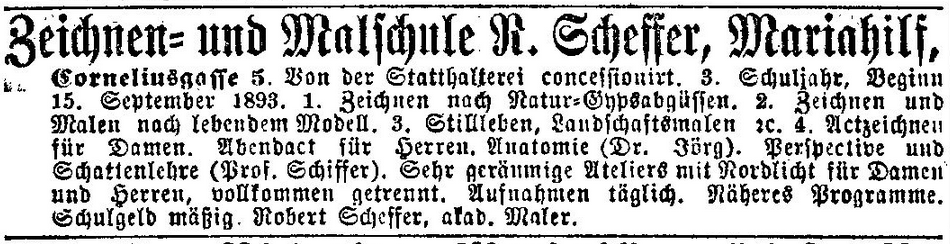
Neue Freie Presse Wien,
24. August 1893

Robert Scheffer (* 6. Mai 1859 in Wien; † 27. Oktober 1934 ebenda) war ein österreichischer Landschafts-, Genre- und Porträtmaler, Begründer der Scheffer-Malschule und Kunstsammler.

## Leben
Scheffer studierte von 1879 bis 1881 an der Akademie der Bildenden Künste Wien bei Christian Griepenkerl, Carl Wurzinger und Leopold Carl Müller und setzte sein Studium ab 1886 an der Meisterschule an der Großherzoglich Badischen Kunstschule Karlsruhe bei Ferdinand Keller fort.
Von 1905 bis 1918 stellte Scheffer seine Werke im Wiener Künstlerhaus aus. Seine beliebtestes Sujet war das Thema Junge Frau im Biedermeier-Interieur, das in zahlreichen Varianten vorkommt.
Scheffer war Vorstands- und Ehrenmitglied des Albrecht-Dürer-Vereins, wurde mit dem Silbernen Ehrenzeichen für Verdienste um die Republik Österreich (1929) und Silberner Medaille des Albrecht-Dürer-Bunds (1930) ausgezeichnet.
Scheffer begründete 1891 eine Malschule mit August Schubert im Zeichen- und Carl Haunold im Malunterricht. Zu den Schülern gehörten u. a. John Quincy Adams, Robin Christian Andersen, Franz Eisner, Anton Faistauer, Maria Grengg, Josef Kalous, Anton Peschka, Franz Roubal, Gustav Schutt, Alice Wanke und Fritz Zerritsch. Die Malschule Scheffer wurde von Scheffers Tochter Gret Kalous bis 1949 als „Schule für künstlerisches Modezeichnen“ am ursprünglichen Standort weitergeführt.
Werke (Auswahl)
- Bauerngehöft in Altenberg, Obersteier und Kohlenbrenner in der Ausstellung im Wiener Künstlerhaus 1897[1]
- Motiv aus Mattsee in der Ausstellung im Wiener Künstlerhaus 1905[2]
- Halt vor der Schenke und Damen im Walde im Versteigerungskatalog von 1913.[3]
- Gebirgslandschaft im Versteigerungskatalog von 1926[4]
- Lady in the interior - 1926[5]